# 這個冬天不太冷
《這個冬天不太冷》是香港歌手張學友的第15張粵語專輯，也是其發行的第22張錄音室專輯，唱片製作人歐丁玉，寶麗金唱片公司製作並於1994年12月發行。這張唱片通常被認為是張學友在1990年代最為重要的粵語唱片之一。

## 簡介
張學友與歐丁玉在該張專輯的選歌方面做出新嘗試，是次特別邀請日本音樂人杉田裕為張學友創作《Merry Christmas I Love U》及《讓你愉快》等兩首原創新曲。而張學友也在該張專輯發行後連續多年前往美國學習流行音樂以及音樂劇表演，為其日後的《雪狼湖》等作品的成功打下堅實的基礎。
該張專輯的同名主打歌曲《這個冬天不太冷》由張學友親自作曲，其憑藉該首歌曲在1995年獲得十大中文金曲獎項，諭示著其在轉型創作歌手方面上的成功，而該首歌曲及專輯第一主打《我等到花兒也謝了》皆成為四臺冠軍歌曲，張學友並以《我等到花兒也謝了》獲得叱咤樂壇頒獎禮的獎項。其後的派臺歌曲包括《望月》及《讓你愉快》也成為冠軍歌曲，而專輯其他非主打歌曲包括《情繫半生》及《野貓之戀》等兩首歌曲亦受到歡迎。香港著名歌手陳奕迅在1995年透過歌唱大賽獲得冠軍而正式成為歌手，其演唱歌曲正是本專輯中的《望月》。

## 曲目
| 曲序 | 曲目                |        | 作曲              | 编曲          | 备注 |
| ---- | ------------------- | ------ | ----------------- | ------------- | --- |
| 1.   | 我等到花兒也謝了    | 陳少琪 | 李偉菘            | 趙增熹        | 第一主打 副歌部分取材自臺灣歌手崔苔菁的《為什麼春天要遲到》 歌曲首段由陳美鳳所唱 國語版為《我等到花兒也謝了》 |
| 2.   | MERRY CHRISTMAS I♡︎U | 雨言   | 杉田裕            | 杉田裕        | *原創作品 同曲曲目：杉田裕《不思議で素敵なクリスマス》                                                        |
| 3.   | 這個冬天不太冷      | 陳少琪 | 張學友            | 楊振龍 王雙駿 | 第二主打 國語版為《這個冬天不太冷》                                                                           |
| 4.   | 望月                | 潘源良 | 桑田佳佑          | 趙增熹        | 第三主打 改編自日本歌手桑田佳佑同年的歌曲《月》 國語版為《過客》 同曲國語曲目：李翊君《尋找》                 |
| 5.   | 幻想                | 向雪懷 | 林慕德            | 林慕德        | |
| 6.   | 情繫半生            | 祁志泉 | 李偲菘            | 唐奕聰        | |
| 7.   | 無止境的心痛        | 黃文廣 | 黃文廣            | 花比傲        | |
| 8.   | 野貓之戀            | 潘偉源 | 楊振龍            | 楊振龍 甘志偉 | |
| 9.   | 怨偶                | 潘源良 | 高橋真梨子 松田良 | 唐奕聰        | 改編自日本歌手高橋真梨子同年的歌曲《浪漫詩人》                                                                |
| 10.  | 讓妳愉快            | 陳少琪 | 杉田裕            | 杉田裕        | 第四主打 另一版本為《讓妳愉快（讓我孤獨版）》，收錄於《真愛新曲+精選》專輯中                                  |

## 唱片版本
- CD首版（附送95年膠座月曆）
- CD平裝版
- 盒帶版

## 音樂錄像
- 我等到花兒也謝了
- 這個冬天不太冷
- 望月

## 獎項
- 1995年度十大中文金曲頒獎典禮

- 「十大中文金曲」：《這個冬天不太冷》

- 1995年度四台聯頒音樂大獎

- 「IFPI唱片銷量大獎」：《這個冬天不太冷》

- 1994年度十大勁歌金曲頒獎典禮

- 「十大勁曲金曲」：《我等到花兒也謝了》

- 1994年度叱咤樂壇流行榜頒獎典禮

- 「第二十位叱吒樂壇播放率最高創作歌曲」：《我等到花兒也謝了》